# Atlantisch orkaanseizoen 1975
Het Atlantisch orkaanseizoen 1975 duurde van 1 juni 1975 tot 30 november 1975. Tropische cyclonen die buiten deze seizoensgrenzen ontstaan, maar nog binnen het kalenderjaar 1975, worden ook nog tot dit seizoen gerekend.